# Halichoeres prosopeion
Halichoeres prosopeion (Bleeker, 1853) è un pesce di acqua salata appartenente alla famiglia Labridae.

## Distribuzione e habitat
Proviene dalle barriere coralline dell'ovest dell'oceano Pacifico, in particolare da Tonga e Samoa, ma è diffuso anche in Indonesia, Malaysia e Australia. Nuota fino a 40 m di profondità in zone con fondali rocciosi ricche di coralli.

## Descrizione
Presenta un corpo allungato, leggermente compresso ai lati, con la testa dal profilo appuntito. La lunghezza massima registrata è di 13 cm. La colorazione varia abbastanza nel corso della vita del pesce. 
Il corpo è sempre prevalentemente rosa-giallastro, con il colore che sfuma gradualmente verso il blu grigiastro in direzione della testa, ma nei giovani sono presenti diverse strisce nere orizzontali che partono dalla bocca e terminano sul peduncolo caudale, del tutto assenti negli adulti. La pinna dorsale e la pinna anale sono basse, le pinne pelviche sono molto allungate e simili a filamenti. La pinna caudale ha il margine arrotondato.

## Biologia

### Comportamento
È una specie prevalentemente solitaria.

### Riproduzione
È oviparo e la fecondazione è esterna. Non ci sono cure nei confronti delle uova.

## Conservazione
Questa specie viene raramente catturata per essere allevata in acquario ed è diffusa in diverse aree marine protette, quindi viene classificata come "a rischio minimo" (LC) dalla lista rossa IUCN.